# Chrysobothris pantochlora
Chrysobothris pantochlora es una especie de escarabajo del género Chrysobothris, familia Buprestidae. Fue descrita científicamente por Guérin-Méneville en 1847.